# پوناگارام
پُونّاگارام یک فیلم بلند سینمایی هندی به زبان تامیلی به کارگردانی ک.س.مادهانگان و با بازیگری سارات بابو و شوبا در نقش‌های اصلی است.

## بازیگران
- سارات بابو
- شوبا